# Port lotniczy Sehwan Szarif
Port lotniczy Sehwan Szarif (IATA: SYW, ICAO: OPSN) – krajowy port lotniczy położony w mieście Sehwan Szarif, w prowincji Sindh, w Pakistanie.